# Castianeira gertschi
Castianeira gertschi is een spinnensoort uit de familie van de loopspinnen (Corinnidae).
De wetenschappelijke naam van de soort werd in 1945 gepubliceerd door Benjamin Julian Kaston.